# Jaylin Williams
Pour les articles homonymes, voir Williams.
Ne doit pas être confondu avec Jalen Williams.
Jaylin Michael Williams, né le 29 juin 2002 à Fort Smith dans l'Arkansas, est un joueur américain de basket-ball. Il évolue au poste de pivot voire d'ailier fort.

## Biographie
Jaylin Williams a des origines vietnamiennes du côté de sa mère, cette-dernière étant née à Saïgon avant d'émigrer aux États-Unis en 1975.

### Carrière universitaire
Entre 2020 et 2022, il joue pour les Razorbacks de l'Arkansas.

### Carrière professionnelle
Il est choisi en 34e position par le Thunder d'Oklahoma City lors de la draft 2022.

## Palmarès
- Champion NBA en 2025 avec le Thunder d'Oklahoma City.
- First-team All-SEC – Coaches (2022)
- Second-team All-SEC – AP (2022)
- SEC All-Defensive Team (2022)

## Records sur une rencontre en NBA
Les records personnels de Jaylin Williams en NBA sont les suivants, :
| Type de statistique        | Saison régulière | Saison régulière        | Saison régulière | Playoffs | Playoffs                          | Playoffs      |
| Type de statistique        | Record           | Adversaire              | Date             | Record   | Adversaire                        | Date          |
| -------------------------- | ---------------- | ----------------------- | ---------------- | -------- | --------------------------------- | ------------- |
| Points                     | 19               | 76ers de Philadelphie   | 19 mars 2025     | 11       | Mavericks de Dallas               | 7 mai 2024    |
| Paniers marqués            | 7                | 76ers de Philadelphie   | 19 mars 2025     | 5        | Mavericks de Dallas               | 7 mai 2024    |
| Paniers tentés             | 11               | 2 fois                  | 2 fois           | 7        | Mavericks de Dallas               | 7 mai 2024    |
| Paniers à 3 points réussis | 4                | 2 fois                  | 2 fois           | 2        | 2 fois                            | 2 fois        |
| Paniers à 3 points tentés  | 7                | 2 fois                  | 2 fois           | 4        | 3 fois                            | 3 fois        |
| Lancers francs réussis     | 5                | 2 fois                  | 2 fois           | 2        | @ Mavericks de Dallas             | 11 mai 2024   |
| Lancers francs tentés      | 6                | 3 fois                  | 3 fois           | 2        | 2 fois                            | 2 fois        |
| Rebonds offensifs          | 4                | 2 fois                  | 2 fois           | 3        | @ Mavericks de Dallas             | 13 mai 2024   |
| Rebonds défensifs          | 15               | Rockets de Houston      | 15 février 2023  | 8        | Mavericks de Dallas               | 7 mai 2024    |
| Rebonds totaux             | 17               | 76ers de Philadelphie   | 19 mars 2025     | 9        | Mavericks de Dallas               | 7 mai 2024    |
| Passes décisives           | 12               | @ 76ers de Philadelphie | 2 avril 2024     | 3        | @ Mavericks de Dallas             | 13 mai 2024   |
| Interceptions              | 4                | @ Spurs de San Antonio  | 12 mars 2023     | 1        | 4 fois                            | 4 fois        |
| Contres                    | 3                | 2 fois                  | 2 fois           | 2        | @ Pelicans de La Nouvelle-Orléans | 29 avril 2024 |
| Balles perdues             | 5                | Pacers de l'Indiana     | 18 janvier 2023  | 2        | @ Pelicans de La Nouvelle-Orléans | 29 avril 2024 |
| Minutes jouées             | 38               | 76ers de Philadelphie   | 19 mars 2025     | 18       | @ Mavericks de Dallas             | 18 mai 2024   |

- Double-double : 4
- Triple-double : 3

Dernière mise à jour : 11 avril 2025